# Уолш, Гретчен
Гре́тчен Уолш (англ. Gretchen Walsh; род. 29 января 2003, Нашвилл) ― американская пловчиха.Трёхкратная чемпионка и двукратный серебряный призёр Олимпийских игр 2024 года, четырёхкратная чемпионка мира 2023 и 2025 годов.
Рекордсменка мира на дистанциях 100 метров баттерфляем на длинной воде, 50 и 100 метров баттерфляем и 100 метров комплексным плаванием на короткой воде.
Младшая сестра пловчихи Александры Уолш.

## Карьера
На чемпионате мира 2023 года, который состоялся в японской Фукуоке, завоевала сразу три медали разного достоинства: в эстафете 4×100 метров комплексным плаванием стала чемпионкой мира, в эстафете 4×100 метров вольным стилем — серебряным призёром, на дистанции 50 метров баттерфляем — бронзовым.
На летних Олимпийских играх 2024 года в Париже стала обладателем двух серебряных медалей: в эстафете 4×100 метров вольным стилем и на дистанции 100 метров баттерфляем.
В 2025 году на чемпионате мира в Сингапуре завоевала 3 золотые медали: на дистанциях 50 и 100 метров баттерфляем,  и в составе комбинированной эстафеты 4×100 метров.